# یواس‌اس هال (دی‌دی-۵۸۳)
یواس‌اس هال (دی‌دی-۵۸۳) (به انگلیسی: USS Hall (DD-583)) یک کشتی بود که طول آن ۱۱۴٫۷ متر (۳۷۶ فوت) بود. این کشتی در سال ۱۹۴۲ ساخته شد.